# Melodifestivalen (2013)
A 2013-as Melodifestivalen egy hatrészes svéd zenei verseny volt, melynek keretén belül a nézők és a nemzetközi, szakmai zsűri kiválasztotta, hogy ki képviselje Svédországot a hazai rendezésű 2013-as Eurovíziós Dalfesztiválon, Malmőben. A 2013-as Melodifestivalen volt az ötvenharmadik svéd nemzeti döntő.
Az élő műsorsorozatban harminckettő dal versenyzett az Eurovíziós Dalfesztiválra való kijutásért. A sorozat háromfordulós volt; hat élő adásból állt a következők szerint: négy elődöntő, egy második esély forduló és a döntő. Elődöntőnként nyolc-nyolc előadó lépett fel. Az elődöntők első két helyezettje automatikusan a döntőbe, a harmadik és negyedik helyezettek a második esély fordulóba jutottak tovább. A második esély fordulóból két versenyző csatlakozott döntős mezőnyhöz. Az elődöntőkben és a második esély fordulóban csak a nézői SMS-ek, illetve telefonos szavazatok alapján kerültek ki a továbbjutók. A döntőben a nézők és a nemzetközi, szakmai zsűrik szavazatai alakították ki a végeredményt. Az adások műsorvezetői Gina Dirawi és Danny Saucedo voltak. Utóbbi 2009-ben (az E.M.D. tagjaként), 2011-ben és 2012-ben versenyzőként vett részt a műsorban.
A verseny győztese Robin Stjernberg lett, aki a You című dalával képviselte az országot. Érdekesség, hogy ő volt az első győztes, aki a második esély fordulóból tudott nyerni a válogatón. Az Eurovíziós Dalfesztivál döntőjében 62 ponttal a tizennegyedik helyen végzett.

## A helyszínek
| Forduló               | Dátum             | Város      | Helyszín               | Műsorvezetők              |
| --------------------- | ----------------- | ---------- | ---------------------- | ------------------------- |
| Első elődöntő         | 2013. február 2.  | Karlskrona | Telenor Arena          | Gina Dirawi Danny Saucedo |
| Második elődöntő      | 2013. február 9.  | Göteborg   | Scandinavium           | Gina Dirawi Danny Saucedo |
| Harmadik elődöntő     | 2013. február 16. | Skellefteå | Skellefteå Kraft Arena | Gina Dirawi Danny Saucedo |
| Negyedik elődöntő     | 2013. február 23. | Malmö      | Malmö Arena            | Gina Dirawi Danny Saucedo |
| Második esély forduló | 2013. március 2.  | Karlstad   | Löfbergs Lila Arena    | Gina Dirawi Danny Saucedo |
| Döntő                 | 2013. március 9.  | Stockholm  | Friends Arena          | Gina Dirawi Danny Saucedo |

## A résztvevők
| Előadó                        | Dal                                  | Szerző(k)                                                                |
| ----------------------------- | ------------------------------------ | ------------------------------------------------------------------------ |
| David Lindgren                | Skyline                              | Fernando Fuentes, Henrik Nordenback, Christian Fast                      |
| Cookies ’N’ Beans             | Burning Flags                        | Fredrik Kempe                                                            |
| Jay-Jay Johanson              | Paris                                | Jay-Jay Johanson                                                         |
| Mary N’diaye                  | Gosa                                 | Johan Åsgärde, Mattias Frändå, Mary N’diaye                              |
| Eric Gadd                     | Vi kommer aldrig att förlora         | Eric Gadd, Jacob Olofsson                                                |
| Yohio                         | Heartbreak Hotel                     | Johan Fransson, Tim Larsson, Henrik Göranson, Yohio                      |
| Anna Järvinen                 | Porslin                              | Björn Olsson, Martin Elisson                                             |
| Michael Feiner és Caisa       | We’re Still Kids                     | Michael Feiner, Caisa Ahlroth                                            |
| Anton Ewald                   | Begging                              | Fredrik Kempe, Anton Malmberg Hård af Segerstad                          |
| Felicia Olsson                | Make Me No 1                         | Henrik Wikström, Ingela "Pling" Forsman, Amir Aly, Maria Haukaas Mittet  |
| Joacim Cans                   | Annelie                              | Joacim Cans                                                              |
| Swedish House Wives           | On Top of the World                  | Peter Boström, Thomas G:son                                              |
| Erik Segerstedt és Tone Damli | Hello Goodbye                        | Robin Fredriksson, Mattias Larsson, Måns Zelmerlöw                       |
| Louise Hoffsten               | Only the Dead Fish Follow the Stream | Louise Hoffsten, Sandra Bjurman, Stefan Örn                              |
| Rikard Wolff                  | En förlorad sommar                   | Tomas Andersson Wij                                                      |
| Sean Banan                    | Copacabanana                         | Ola Lindholm, Sean Samadi, Hans Blomberg, Joakim Larsson                 |
| Eddie Razaz                   | Alibi                                | Thomas G:son, Peter Boström                                              |
| Elin Petersson                | Island                               | Elin Petersson                                                           |
| Ravaillacz                    | En riktig jävla schlager             | Kjell Jennstig, Leif Goldkuhl, Henrik Dorsin                             |
| Amanda Fondell                | Dumb                                 | Freja Blomberg, Fredrik Samsson                                          |
| Martin Rolinski               | In and Out of Love                   | Thomas G:son, Andreas Rickstrand                                         |
| Caroline af Ugglas            | Hon har inte                         | Caroline af Ugglas, Heinz Liljedahl                                      |
| State of Drama                | Falling                              | Göran Werner, Sebastian Hallifax, Emil Gullhamn, James Hallifax          |
| Janet Leon                    | Heartstrings                         | Fredrik Kempe, Anton Malmberg Hård af Segerstad                          |
| Army of Lovers                | Rockin’ the Ride                     | Alexander Bard, Henrik Wikström, Per QX, Andreas Öhrn, Jean-Pierre Barda |
| Lucia Piñera                  | Must Be Love                         | Peter Kvint, Jonas Myrin                                                 |
| Robin Stjernberg              | You                                  | Robin Stjernberg, Linnea Deb, Joy Deb, Joakim Harestad Haukaas           |
| Sylvia Vrethammar             | Trivialitet                          | Thomas G:son, Calle Kindbom, Mats Tärnfors                               |
| Ralf Gyllenhammar             | Bed on Fire                          | Ralf Gyllenhammar, David Wilhelmsson                                     |
| Behrang Miri                  | Jalla Dansa Sawa                     | Behrang Miri, Anderz Wrethov, Firas Razak Tuma, Tacfarinas Yamoun        |
| Terese Fredenwall             | Breaking the Silence                 | Terese Fredenwall, Simon Petrén                                          |
| Ulrik Munther                 | Tell the World I’m Here              | Thomas G:son, Peter Boström, Ulrik Munther                               |

## Élő műsorsorozat

### Első elődöntő
Az első elődöntőt február 2-án rendezte az SVT nyolc előadó részvételével Karlskronában, a Telenor Arenában. A végeredmény a telefonos szavazás alapján alakult ki, mely alapján az első és a második helyezett a döntőbe, a harmadik és a negyedik helyezett a második esély fordulóba jutott tovább.
| #  | Előadó                  | Dal                          | Szavazat | Szavazat | Szavazat | Helyezés | Eredmény     |
| #  | Előadó                  | Dal                          | 1. kör   | 2. kör   | Összesen | Helyezés | Eredmény     |
| -- | ----------------------- | ---------------------------- | -------- | -------- | -------- | -------- | ------------ |
| 01 | David Lindgren          | Skyline                      | 37 392   | 28 724   | 66 116   | 2.       | Továbbjutott |
| 02 | Cookies ’N’ Beans       | Burning Flags                | 16 246   | 14 193   | 30 439   | 3.       | Továbbjutott |
| 03 | Jay-Jay Johanson        | Paris                        | 5 526    | —        | 5 526    | 8.       | Kiesett      |
| 04 | Mary N’diaye            | Gosa                         | 12 997   | 10 439   | 23 436   | 5.       | Kiesett      |
| 05 | Eric Gadd               | Vi kommer aldrig att förlora | 12 881   | 14 047   | 26 928   | 4.       | Továbbjutott |
| 06 | Yohio                   | Heartbreak Hotel             | 76 905   | 78 211   | 155 116  | 1.       | Továbbjutott |
| 07 | Anna Järvinen           | Porslin                      | 8 689    | —        | 8 689    | 7.       | Kiesett      |
| 08 | Michael Feiner és Caisa | We’re Still Kids             | 12 098   | —        | 12 098   | 6.       | Kiesett      |

### Második elődöntő
A második elődöntőt február 9-én rendezte az SVT nyolc előadó részvételével Göteborgban, a Scandinaviumban. A végeredmény a telefonos szavazás alapján alakult ki, mely alapján az első és a második helyezett a döntőbe, a harmadik és a negyedik helyezett a második esély fordulóba jutott tovább.
| #  | Előadó                        | Dal                                  | Szavazat | Szavazat | Szavazat | Helyezés | Eredmény     |
| #  | Előadó                        | Dal                                  | 1. kör   | 2. kör   | Összesen | Helyezés | Eredmény     |
| -- | ----------------------------- | ------------------------------------ | -------- | -------- | -------- | -------- | ------------ |
| 01 | Anton Ewald                   | Begging                              | 33 436   | 37 049   | 70 516   | 3.       | Továbbjutott |
| 02 | Felicia Olsson                | Make Me No 1                         | 19 559   | 35 490   | 55 049   | 5.       | Kiesett      |
| 03 | Joacim Cans                   | Annelie                              | 7 069    | —        | 7 069    | 8.       | Kiesett      |
| 04 | Swedish House Wives           | On Top of the World                  | 17 172   | —        | 17 172   | 6.       | Kiesett      |
| 05 | Erik Segerstedt és Tone Damli | Hello Goodbye                        | 30 295   | 40 107   | 70 402   | 4.       | Továbbjutott |
| 06 | Louise Hoffsten               | Only the Dead Fish Follow the Stream | 33 074   | 50 947   | 84 021   | 2.       | Továbbjutott |
| 07 | Rikard Wolff                  | En förlorad sommar                   | 7 785    | —        | 7 785    | 7.       | Kiesett      |
| 08 | Sean Banan                    | Copacabanana                         | 79 428   | 64 314   | 143 724  | 1.       | Továbbjutott |

### Harmadik elődöntő
A harmadik elődöntőt február 16-án rendezte az SVT nyolc előadó részvételével Skellefteåban, a Kraft Aránában. A végeredmény a telefonos szavazás alapján alakult ki, mely alapján az első és a második helyezett a döntőbe, a harmadik és a negyedik helyezett a második esély fordulóba jutott tovább.
| #  | Előadó             | Dal                      | Szavazat | Szavazat | Szavazat | Helyezés | Eredmény     |
| #  | Előadó             | Dal                      | 1. kör   | 2. kör   | Összesen | Helyezés | Eredmény     |
| -- | ------------------ | ------------------------ | -------- | -------- | -------- | -------- | ------------ |
| 01 | Eddie Razaz        | Alibi                    | 19 476   | —        | 19 476   | 6.       | Kiesett      |
| 02 | Elin Petersson     | Island                   | 7 494    | —        | 7 494    | 8.       | Kiesett      |
| 03 | Ravaillacz         | En riktig jävla schlager | 52 275   | 57 980   | 111 255  | 1.       | Továbbjutott |
| 04 | Amanda Fondell     | Dumb                     | 18 488   | —        | 18 488   | 7.       | Kiesett      |
| 05 | Martin Rolinski    | In and Out of Love       | 29 246   | 41 780   | 71 026   | 3.       | Továbbjutott |
| 06 | Caroline af Ugglas | Hon har inte             | 29 450   | 29 114   | 58 594   | 4.       | Továbbjutott |
| 07 | State of Drama     | Falling                  | 40 803   | 39 256   | 80 059   | 2.       | Továbbjutott |
| 08 | Janet Leon         | Heartstrings             | 22 348   | 27 903   | 50 251   | 5.       | Kiesett      |

### Negyedik elődöntő
A negyedik elődöntőt február 23-án rendezte az SVT nyolc előadó részvételével Malmőben, a Malmö Arénában. A végeredmény a telefonos szavazás alapján alakult ki, mely alapján az első és a második helyezett a döntőbe, a harmadik és a negyedik helyezett a második esély fordulóba jutott tovább.
| #  | Előadó            | Dal                     | Szavazat | Szavazat | Szavazat | Helyezés | Eredmény     |
| #  | Előadó            | Dal                     | 1. kör   | 2. kör   | Összesen | Helyezés | Eredmény     |
| -- | ----------------- | ----------------------- | -------- | -------- | -------- | -------- | ------------ |
| 01 | Army of Lovers    | Rockin’ the Ride        | 16 687   | —        | 16 687   | 6.       | Kiesett      |
| 02 | Lucia Piñera      | Must Be Love            | 9 219    | —        | 9 219    | 8.       | Kiesett      |
| 03 | Robin Stjernberg  | You                     | 34 562   | 43 204   | 77 766   | 3.       | Továbbjutott |
| 04 | Sylvia Vrethammar | Trivialitet             | 13 609   | —        | 13 609   | 7.       | Kiesett      |
| 05 | Ralf Gyllenhammar | Bed on Fire             | 43 609   | 49 616   | 93 225   | 2.       | Továbbjutott |
| 06 | Behrang Miri      | Jalla Dansa Sawa        | 31 761   | 38 459   | 70 220   | 4.       | Továbbjutott |
| 07 | Terese Fredenwall | Breaking the Silence    | 25 163   | 32 329   | 57 492   | 5.       | Kiesett      |
| 08 | Ulrik Munther     | Tell the World I’m Here | 70 204   | 58 160   | 128 364  | 1.       | Továbbjutott |

### Második esély forduló
A második esély fordulót március 2-án rendezte az SVT nyolc előadó részvételével Karlstadban, a Löfbergs Lila Arénában.
| #  | Előadó                        | Dal                          | Szavazat | Szavazat | Szavazat | Helyezés | Eredmény  |
| #  | Előadó                        | Dal                          | 1. kör   | 2. kör   | Összesen | Helyezés | Eredmény  |
| -- | ----------------------------- | ---------------------------- | -------- | -------- | -------- | -------- | --------- |
| 01 | Robin Stjernberg              | You                          | 58 025   | 35 535   | 93 560   | 2.       | 2. párbaj |
| 02 | Eric Gadd                     | Vi kommer aldrig att förlora | 14 164   | —        | 14 164   | 8.       | Kiesett   |
| 03 | Caroline af Ugglas            | Hon har inte                 | 35 234   | —        | 35 234   | 6.       | Kiesett   |
| 04 | Behrang Miri                  | Jalla Dansa Sawa             | 56 165   | 29 618   | 85 734   | 4.       | 1. párbaj |
| 05 | Erik Segerstedt és Tone Damli | Hello Goodbye                | 42 425   | 28 098   | 70 523   | 5.       | Kiesett   |
| 06 | Anton Ewald                   | Begging                      | 66 965   | 31 696   | 98 661   | 1.       | 1. párbaj |
| 07 | Cookies ’N’ Beans             | Burning Flags                | 25 826   | —        | 25 826   | 7.       | Kiesett   |
| 08 | Martin Rolinski               | In and Out of Love           | 51 997   | 35 787   | 87 764   | 3.       | 2. párbaj |

#### Párbajok
| Párbaj | Előadó           | Dal                | Szavazat | Eredmény     |
| ------ | ---------------- | ------------------ | -------- | ------------ |
| 1      | Behrang Miri     | Jalla Dansa Sawa   | 82 896   | Kiesett      |
| 1      | Anton Ewald      | Begging            | 105 890  | Továbbjutott |
| 2      | Robin Stjernberg | You                | 98 105   | Továbbjutott |
| 2      | Martin Rolinski  | In and Out of Love | 95 930   | Kiesett      |

### Döntő
A döntőt március 9-én rendezte az SVT tíz előadó részvételével Stockholmban, a Friends Arénában. A végeredményt nézők és a nemzetközi, szakmai zsűrik szavazatai alakították ki. Első körben a zsűrik szavaztak az alábbi módon: az első helyezett 12 pontot kapott, a második 10-et, a harmadik 8-at, míg a negyedik 6-ot, az ötödik 4-et, a hatodik 2-t, hetedik pedig 1 pontot. Ehhez adódtak hozzá a közönségszavazás pontjai, és így kialakult a végső sorrend.
| #  | Előadó            | Dal                                  | Szavazás       | Szavazás       | Szavazás | Helyezés |
| #  | Előadó            | Dal                                  | Zsűri pontszám | Nézői pontszám | Összesen | Helyezés |
| -- | ----------------- | ------------------------------------ | -------------- | -------------- | -------- | -------- |
| 01 | Ulrik Munther     | Tell the World I’m Here              | 82             | 44             | 126      | 3.       |
| 02 | David Lindgren    | Skyline                              | 57             | 12             | 69       | 8.       |
| 03 | State of Drama    | Falling                              | 50             | 18             | 68       | 9.       |
| 04 | Anton Ewald       | Begging                              | 49             | 59             | 108      | 4.       |
| 05 | Louise Hoffsten   | Only the Dead Fish Follow the Stream | 36             | 49             | 85       | 5.       |
| 06 | Ralf Gyllenhammar | Bed on Fire                          | 33             | 40             | 73       | 7.       |
| 07 | Ravaillacz        | En riktig jävla schlager             | 8              | 32             | 40       | 10.      |
| 08 | Sean Banan        | Copacabanana                         | 37             | 41             | 78       | 6.       |
| 09 | Robin Stjernberg  | You                                  | 91             | 75             | 166      | 1.       |
| 10 | Yohio             | Heartbreak Hotel                     | 30             | 103            | 133      | 2.       |

#### Ponttáblázat
| Dal (Előadó)                                           | Zsűri  | Zsűri         | Zsűri       | Zsűri  | Zsűri | Zsűri   | Zsűri  | Zsűri         | Zsűri              | Zsűri        | Zsűri       | Zsűri | Nézők    | Nézők | Nézők | Σ   |
| Dal (Előadó)                                           | Ciprus | Spanyolország | Olaszország | Izland | Málta | Ukrajna | Izrael | Franciaország | Egyesült Királyság | Horvátország | Németország | Össz. | Szavazat | %     | Össz. | Σ   |
| ------------------------------------------------------ | ------ | ------------- | ----------- | ------ | ----- | ------- | ------ | ------------- | ------------------ | ------------ | ----------- | ----- | -------- | ----- | ----- | --- |
| Tell the World I’m Here (Ulrik Munther)                | 6      | 6             | 12          | 8      | 6     | 2       |        | 12            | 12                 | 8            | 10          | 82    | 154 334  | 9,4%  | 44    | 126 |
| Skyline (David Lindgren)                               | 4      | 4             |             | 2      | 12    | 6       | 8      | 8             |                    | 1            | 12          | 57    | 42 896   | 2,6%  | 12    | 69  |
| Falling (State of Drama)                               |        | 10            | 4           | 4      | 2     | 8       | 10     | 1             | 6                  | 4            | 1           | 50    | 61 462   | 3,7%  | 18    | 68  |
| Begging (Anton Ewald)                                  | 8      |               |             | 10     | 10    | 1       | 2      |               | 4                  | 10           | 4           | 49    | 206 131  | 12,5% | 59    | 108 |
| Only the Dead Fish Follow the Stream (Louise Hoffsten) | 2      | 12            | 6           |        |       |         | 4      | 6             |                    |              | 6           | 36    | 171 202  | 10,4% | 49    | 85  |
| Bed on Fire (Ralf Gyllenhammar)                        |        |               | 1           | 6      |       | 12      | 6      |               | 8                  |              |             | 33    | 140 398  | 8,5%  | 40    | 73  |
| En riktig jävla schlager (Ravaillacz)                  |        | 2             |             | 1      |       |         |        | 2             | 1                  |              | 2           | 8     | 110 736  | 6,7%  | 32    | 40  |
| Copacabanana (Sean Banan)                              | 12     |               | 8           |        | 1     |         |        | 4             | 10                 | 2            |             | 37    | 142 288  | 8,7%  | 41    | 78  |
| You (Robin Stjernberg)                                 | 1      | 8             | 10          | 12     | 8     | 10      | 12     | 10            |                    | 12           | 8           | 91    | 259 101  | 15,8% | 75    | 166 |
| Heartbreak Hotel (Yohio)                               | 10     | 1             | 2           |        | 4     | 4       | 1      |               | 2                  | 6            |             | 30    | 356 080  | 21,1% | 103   | 133 |

A sorok a fellépés sorrendjében vannak rendezve. A zászlós oszlopokban az adott zsűritől kapott pontszám található meg a kiosztás sorrendjében.
Pontbejelentők
1. Ciprus – Klítosz Klítu
2. Spanyolország – Federico Llano-Sabugueiro
3. Olaszország – Nicola Caligiore
4. Izland – Jónatan Gardarsson
5. Málta – Chiara Siracusa
6. Ukrajna – Gina Dirawi
7. Izrael – Alon Amir
8. Franciaország – Bruno Berberes
9. Egyesült Királyság – Simon Proctor
10. Horvátország – Aleksandar Kostadinov
11. Németország – Torsten Amarell

## Visszatérő előadók
| Előadó             | Előző év(ek)           |
| ------------------ | ---------------------- |
| Alexander Bard     | 2005, 2006, 2008, 2009 |
| Caroline af Ugglas | 2007, 2009             |
| Cookies 'N' Beans  | 2009                   |
| David Lindgren     | 2012                   |
| Erik Segerstedt    | 2009                   |
| Hanna Hedlund      | 2000, 2002             |
| Jenny Silver       | 2010, 2011             |
| Martin Rolinski    | 2005, 2006, 2008, 2009 |
| Michael Feiner     | 2007                   |
| Pernilla Wahlgren  | 1985, 1991, 2003, 2010 |
| Sean Banan         | 2012                   |
| Sylvia Vrethammar  | 1971, 1972, 1974, 2002 |
| Tommy Körberg      | 1969, 1971, 1988       |
| Ulrik Munther      | 2012                   |